# Vanessula buchneri
Vanessula buchneri är en fjärilsart som beskrevs av Herman Dewitz 1887. Vanessula buchneri ingår i släktet Vanessula och familjen praktfjärilar. Inga underarter finns listade i Catalogue of Life.